# Е
Das E oder Je (Е und е) ist ein Buchstabe des kyrillischen Alphabetes und wird genauso geschrieben wie das lateinische E. In Ländern wie Bulgarien, Nordmazedonien, der Ukraine oder Serbien wird es ebenfalls E genannt und repräsentiert den Vokal /e/ oder /ɛ/. Die Form des Buchstabens hat ihren Ursprung im Epsilon des griechischen Alphabets.
Im Belarussischen und im Russischen wird der Buchstabe Je genannt und stellt eine Palatalisierung dar, unterscheidet sich also von der Aussprache in ost- und südosteuropäischen Staaten.

## Zeichenkodierung
| Standard  | Standard    | Majuskel Е                 | Minuskel е               |
| --------- | ----------- | -------------------------- | ------------------------ |
| Unicode   | Codepoint   | U+0415                     | U+0435                   |
| Unicode   | Name        | CYRILLIC CAPITAL LETTER IE | CYRILLIC SMALL LETTER IE |
| UTF-8     | UTF-8       | D0 95                      | D0 B5                    |
| XML/XHTML | dezimal     | &#1045;                    | &#1077;                  |
| XML/XHTML | hexadezimal | &#x0415;                   | &#x0435;                 |